# Nieuw-Den Helder
Nieuw-Den Helder is een wijk in de gemeente Den Helder in de Nederlandse provincie Noord-Holland. Het werd bebouwd vanaf de jaren 1950 en er wonen ruim 12.000 mensen.

## Geschiedenis
Nadat in de jaren 1930 de stad binnen de linie grotendeels was volgebouwd moest uitbreiding van Den Helder buiten de linie geschieden. Het gebied waar dit moest gebeuren bestond uit akkerland en een aantal boerderijen. De Jan Verfailleweg, voor de bouw van de wijk bekend als Strooweg, loopt midden door de wijk en is een van de oudste wegen in Den Helder. Deze weg liep van de Zanddijk naar het oude dorp Helder. Een andere oude weg, de Doggersvaart, vormt de zuidgrens van de wijk.
Zo werd na de Tweede Wereldoorlog begonnen met de aanleg van Nieuw-Den Helder. Als eerste werd direct aan de duinen de Jeruzalembuurt, bestaande uit Airey-woningen, gebouwd. Met zijn ruimtelijke opzet met veel groen en gescheiden locaties voor wonen, winkels, en recreatie een toonvoorbeeld van de wederopbouw.
Gedurende de jaren 1950 en 1960 breidde de wijk zich naar oosten uit. Door toenemende druk vanuit het Rijk werden er meer en goedkopere woningen gebouwd op een kleiner oppervlakte in de form van flats, zo ontstonden de Grevelingen- en Falgabuurt. In de wijk werden naast meerdere scholen ook een katholieke, een hervormde en een gereformeerde kerk gebouwd. In de jaren 1970 werd de buurt Nieuw-Den Helder Zuid-Oost gebouwd, een buurt met rijtjeshuizen.
Doordat er vanuit het volk weinig binding met de bouwkundig minder kwalitatieve Grevelingen- en Falgabuurt was, hadden de buurten, die in de jaren 1980 en 1990 bekendstond als beruchte buurten, te maken met drugsoverlast, werkloosheid, verloedering en criminaliteit. In deze buurten waren veel verpauperde flats en een hoog percentage van de bewoners leefde van een uitkering. De bewoners waren een concentratie van etnische groepen, waaronder veel Antillianen en Somaliërs. De Falgabuurt werd landelijk nieuws toen postbodes, uit angst voor mishandeling, weigerden nog alleen op pad te gaan. In 1999 overwoog burgemeester Hoekzema camera's te laten plaatsen in de Falgabuurt.
Uiteindelijk besloot de Gemeente Den Helder dat het zo niet lang kon doorgaan, en kondigde eind jaren 1990 en begin jaren 2000 rigoureuze plannen aan om de wijk weer leefbaar te maken. Het merendeel van de (vooral verpauperde) flats werd gesloopt. Hier is plaatsgemaakt voor de groene omgeving Duinpark. Naast de nieuwbouw van vrijstaande huizen kwam er ook een nieuw winkelcentrum. Het Duinpark en het Centrumplan werden op 18 mei 2011 door koningin Beatrix officieel geopend.
In 2017 is begonnen met de aanleg van het Kreekpark, een parkachtige omgeving met vrijstaande huizen en zorgwoningen. Ook werd in dat jaar begonnen met de sloop van meerdere portiekflats langs de Jan Verfailleweg en Meidoornstraat.

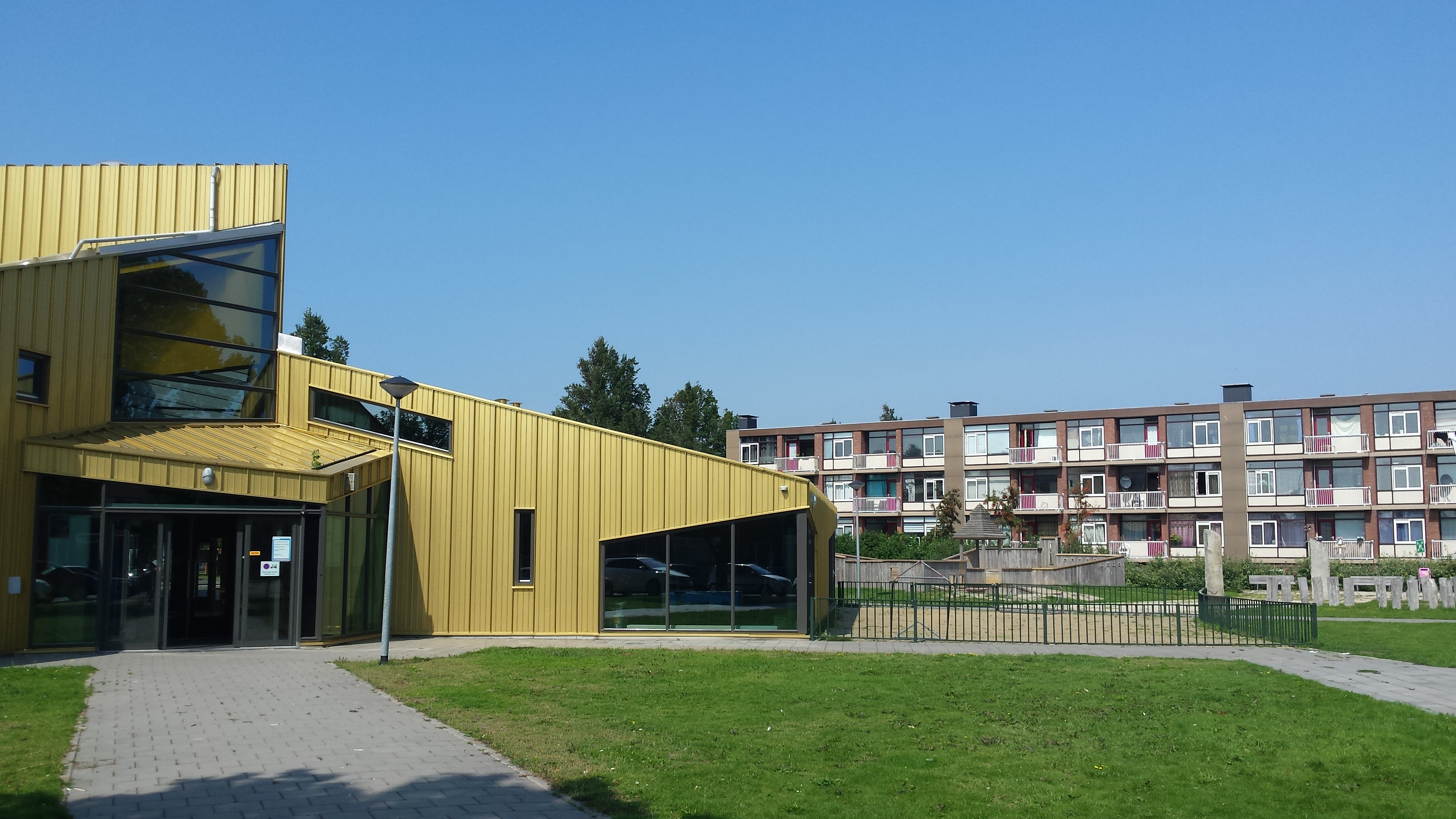
Wijkhuis en flat in Nieuw-Den Helder
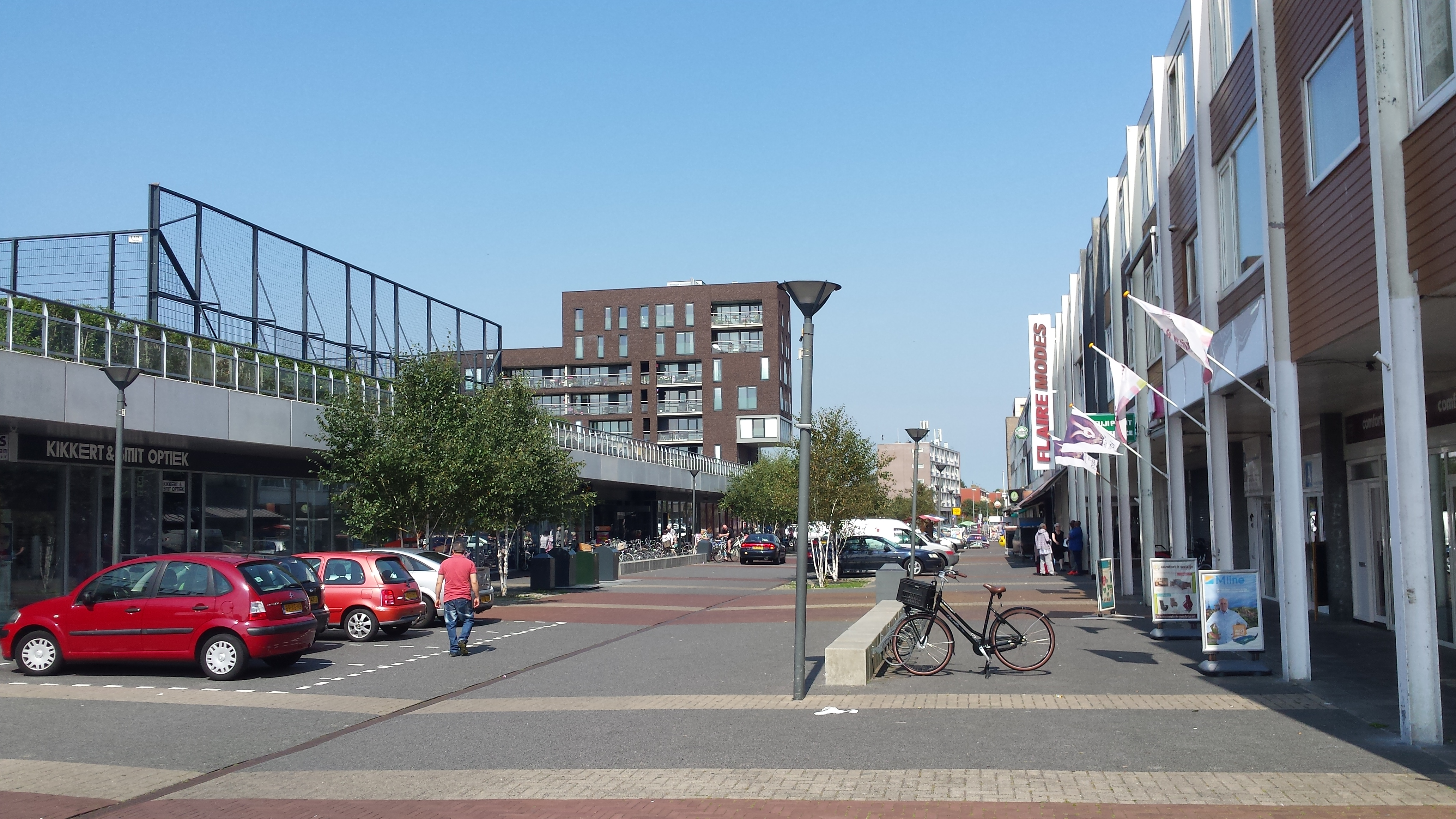
Winkelgebied Marsdiepstraat
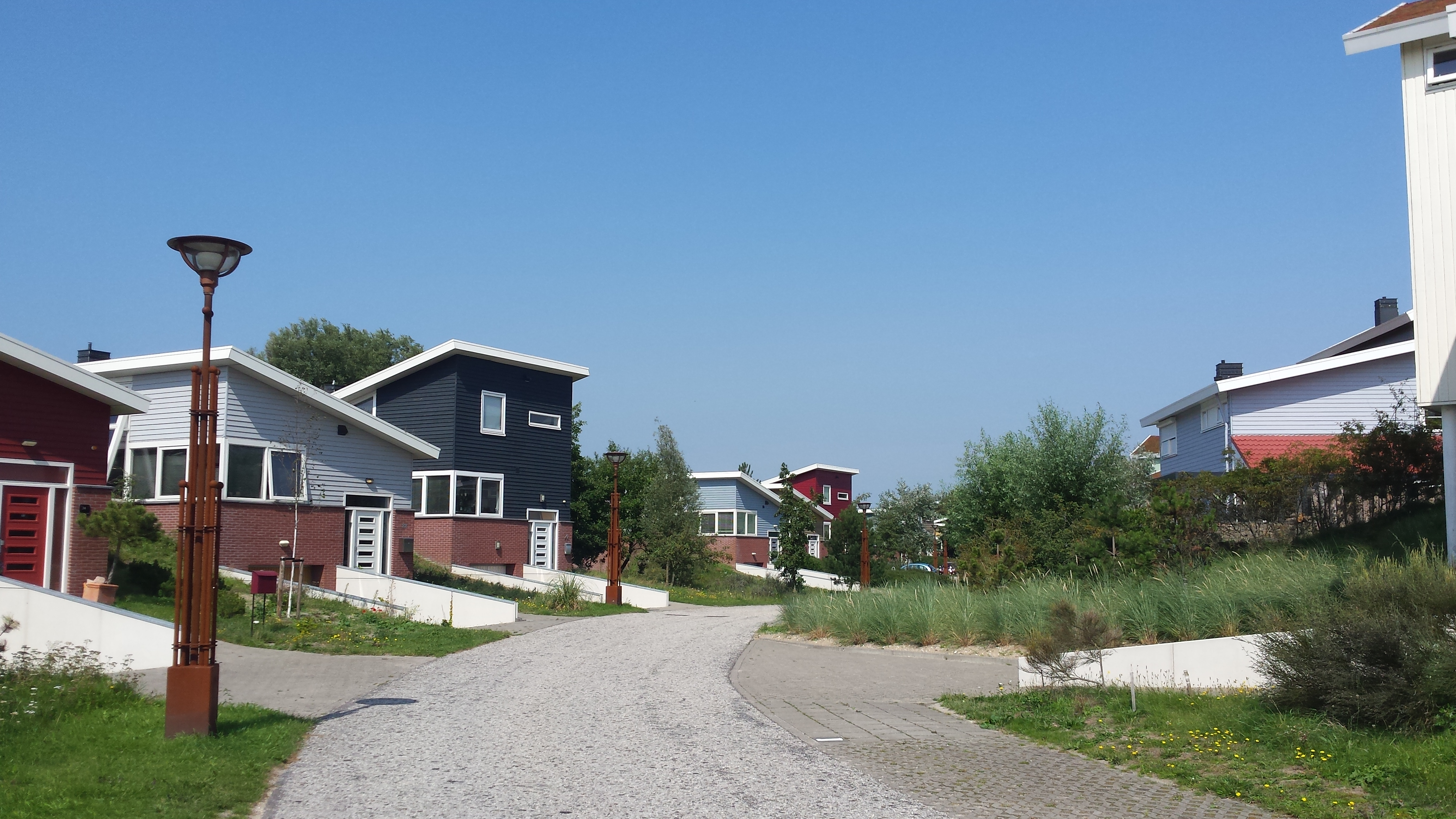
Duinpark

## Voorzieningen en instellingen
In 2002 opende in het zuidoosten van de wijk jeugdgevangenis De Doggershoek, deze werd door het verminderende aantal jonge gedetineerden in 2011 gesloten. In 2015 opende in het complex een asielzoekerscentrum.
Het stadhuis van de gemeente Den Helder was tussen de jaren 1980 en 2020 te vinden in een voormalig verzorgingstehuis in de wijk.

## Sport
Er zijn in de wijk meerdere sportparken te vinden zoals De Streepjesberg en Sportcomplex De Dogger. In de falgabuurt werd in 2008 een Cruyff Court aangelegd.
In 2013 werd zwembad Het Heersdiep, genoemd naar een voormalig getijgeul tussen de vroegere waddeneilanden Huisduinen en Callantsoog, geopend. Het zwembad verving zwembad De Schots.

## Openbaar vervoer
Nieuw-Den Helder wordt aangedaan door drie buslijnen van Connexxion: lijnen 30 t/m 32.